# نيك شارف
نيك شارف (بالإنجليزية: Nick Scharf)‏ هو لاعب كرة قاعدة أمريكي، ولد في 18 يوليو 1858 في بالتيمور في الولايات المتحدة، وتوفي بنفس المكان في 11 مايو 1937.

## وصلات خارجية
- نيك شارف على موقعبيزبول رفرنس.كوم (الدوري الرئيسي) (الإنجليزية)
- نيك شارف على موقعبيزبول رفرنس.كوم (الدوري الثانوي) (الإنجليزية)